# Березня (Нижегородская область)
Березня — русское село в Нижегородской области России, в Сергачском районе. Население — 57 жителей (2010 год). Расположено в юго-восточной части области в 15 км к северу от районного центра города Сергача. Входит в состав Богородского сельсовета.

## История
Село Березня по старому административному делению входило в состав Нижегородской губернии — это примерно 150 вёрст, Васильсурского уезда — 65 вёрст, Сосновской волости — 8 вёрст и являлось самой южной точкой Васильсурского уезда. И только в 1918 году перешла с состав Сергачского уезда — 12 вёрст к югу от села Березни.
Расположена Березня была по большому Екатерининскому тракту, идущему от Лукояново через Сергач и Спасское до села Воротынец, где он соединялся с большой дорогой, идущей из Нижнего Новгорода до города Казани.
Как установлено впоследствии, дорога связывала город Пензу через город Саранск с городом Казанью и в своё время имела стратегическое значение, так как железных дорог в те далёкие времена не было, а село Воротынец находилось в 10 верстах от русской многоводной реки Волги.
Пензенский тракт по указу Екатерины II был проложен в 1783 году и был обсажен берёзами в 6 рядов. Посадку, поливку, уход и охрану возложили на местное население под строжайшим наблюдением выбранных по тому времени старост. Это обстоятельство, видимо, и послужило современному названию села.
Деревья были вырублены в 1924—1926 годах для отопления жителей города Сергача, и использовались для обжига кирпича на кирпичном заводе, созданном в 1918 году под руководством исполкома.

### Период XVIII—XIX веков
Период 1700—1770 годов характеризуется быстрым (бурным) развитием хозяйства. Распахиваются новые земли, для чего выкорчёвываются и выжигаются леса. Площадь пахотных земель, раскорчёванных и выжженных лесов достигла около 47 %. Крестьяне посёлка Березня, как оброчные (царские подданные), также взялись за расширение посевных площадей.
Первыми участками для раскорчёвки были: урочище «Выжжа» 35 десятин и «Ржавец» 20 десятин. Название урочище «Выжжа» получила от слова «Выжжена», то есть спалена огнём. Лес, растущий в урочище «Выжжа» (главным образом берёза и дуб), шёл на изготовление поташа. Поташное производство времён царствования Петра I развивалось очень бурно, так как поташ шёл на изготовление пороха и других взрывчатых веществ. Технология его изготовления была несложной. Дубовые, ольховые и берёзовые дрова пережигались в золу. Из золы приготавливалась тестообразная масса. Ею обмазывали сосновые, берёзовые, ольховые поленья, при сжигании которых образовывался поташ. Также поташ использовался в стекольном, мыловаренном, красильном производстве, потому вырабатывался в большом количестве.
Первые обжигающие горны по изготовлению поташа были по реке Анда, на северной её стороне, где существовало три горна. Места этих горнов до сих пор заметны. Это не доходя 600—700 сажен до Крутых обвалов, если следовать из Березни. Сохранилась возле самой речки глубокая яма — одна сажень в поперечнике, где находился колодец для питьевой воды.
Работа по изготовлению поташа велась круглый год, деревья сваливались с корня, перерабатывались на поленья, перевозились к месту обжига, а также выкорчёвывались пни, и подготавли-валась земля для посева сельскохозяйственных культур. Количество выжженного поташа много не установлено, но по расчётам Арзамасского уезда, где за один год его производилось 22 808 пудов, граждане посёлка Березня его изготовляли не менее 400—500 пудов в год. На месте горнов, где обжигались поленья, и изготавливался поташ, были поставлены две избы и одна сторожевая будка, так как горны охранялись круглосуточно солдатами, которые вели наблюдение, имея при себе ружья. Эти построенные две избы были жильём охранявших солдат и прибежищем для крестьян в непогоду.
Изготовлением поташа занимались и другие сёла. Так, например, село Кузьминка, где был выстроен целый квартал «Балаганы». В оном были расселены цыгане, приписанные как рабочие к селу Кузьминка и работали вместе с крестьянами. Изготовленный поташ перевозился в мешкотаре на лошадях зимой и летом в село Лысково на Волжскую пристань, а по Волге шёл к месту его прямого назначения. Изготовление поташа отнимало много времени и труда у крестьян посёлка Березня, тем не менее, крестьяне успевали вести и сельскохозяйственные работы на своих земельных участках. Период изготовления поташа на урочище «Выжжа» был примерно в 1705—1770 годы, то есть 60-65 лет.
Вторым местом выжига поташа были лесные массивы, так называемые Старые и Новые Сечи. Это название «Сечи» сохранилось до наших дней. Лесной массив примерно на площади 100—110 десятин пилился с корня, потом разрабатывался на земельные пахотные угодья.
Помимо изготовления поташа была организована парня, где мужики изготовляли колёсный обод и санный полоз. Место нахождения парни до сих пор известно, там и сейчас находится большая яма. Место это сейчас и раньше мужики называли парней. Для изготовления санного полоза и колёсного обода шёл преимущественно дуб и частично вязь возрастом 60-70 лет. Старый дуб шёл исключительно для получения поташа. Изготовлением обода и полоза занимались мужики посёлка Березня и цыгане, которые жили в селе Кузьминки на улице «Балаганы». Обжиг поленьев, приготовленных для выделки поташа, производился в горнах, расположенных западнее посёлка Березня, примерно в 100—150 саженях от усадеб крестьян. Расположение горнов на этом месте было обнаружено случайно: при рытье траншей для закладки силоса в 1975 году тракторная бульдозерная навеска на глубине 1,5-2 метров наткнулась на пол, выложенный кирпичом, где много было древесной золы.
Разработка лесных урочищ проходила позднее «Выжжи» и была примерно в 1770—1805 годах уже при первом помещике (барине) Короткове. Мужики Березни из оброчных крестьян были превращены в крепостных, то есть барских. Окончательная расчистка новых и старых «Сечей» была закончена к 1861 году, то есть к земельной реформе. Оба лесных участка к этому времени были полностью подготовлены к выделыванию пашни и посеву зерновых культур.

## Население
| 2002 | 2010 |
| ---- | ---- |
| 78   | ↘49  |

## Достопримечательности
- Памятник павшим за Родину в годы Великой Отечественной войны.